# Золото
Зо́лото (хімічний знак — {\displaystyle {\ce {Au}}}, лат. aurum; а́урум, а́врум) — хімічний елемент з атомним номером 79 (один з вищих елементів атомного номера, які трапляються в природі), належить до 11-ї групи, 6-го періоду періодичної системи хімічних елементів.
Проста речовина — зо́лото. У чистому вигляді це яскравий, злегка червонувато-жовтий, щільний, м’який, пластичний метал. Хімічно золото є перехідним металом. Воно є одним з найменш реакційноздатних хімічних елементів, за нормальних умов є твердим. Золото часто трапляється у вільному елементарному (самородному) вигляді (самородки або зерна), у гірських породах, жилах і в алювіальних відкладах. Трапляється у твердому розчині з рідним елементом сріблом (як електрум), а також природним чином у сплавах з міддю та паладієм. Рідше є в мінералах у вигляді сполук золота, часто з телуром (золоті телуриди).
Золото стійке до більшості кислот, однак розчиняється у царській воді (суміші нітратної та хлоридної кислот). Золото не розчиняється в нітратній кислоті, яка розчиняє срібло та неблагородні метали — властивість, яку здавна використовували для очищення золота та підтвердження наявності золота в металевих предметах, що породило термін "кислотний тест". Золото розчиняється також в лужних розчинах ціаніду, які використовують у гірничій справі та гальваніці. Золото розчиняється в ртуті, утворюючи сплави амальгами, однак це не є хімічною реакцію.
Хоча золото порівняно рідкісний елемент, все ж воно є дорогоцінним металом, який використовували для карбування монет, ювелірних та інших мистецьких виробів упродовж усієї історії. У минулому золотий стандарт часто застосовували як грошово-кредитну політику, однак золоті монети перестали карбувати як обігову валюту в 1930-х роках, а після 1971 року світовий золотий стандарт замінила фіатна валютна система.

## Походження назви
Слово «золото» походить із прасл. zolto. З ним споріднені сх.-лит. žeĩtas «золотий», «золотаво-жовтий», латис. zèlts (‹*g’helt) «золото»; з іншим вокалізмом: гот. gulþ, нім. gold, англ. gold (‹*gʼhl̥t-); далі санскр. हिरण्य (híraṇya IAST), авест. zaranya, ос. zærījnæ «золото», так само санскр. हरि (hari IAST) «жовтий, золотистий, зеленуватий».
У староукраїнській мові метал мав назви «злато» (староцерк.-слов. злато) і «злото» (пол. złoto), що нині застаріли й трапляються переважно у фольклорі або зі стилістичною метою їх вживають у поезії.

## Загальна інформація

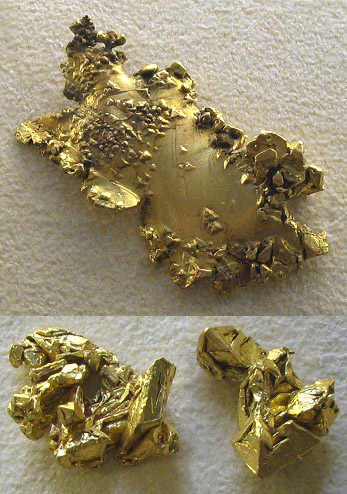
Золото самородне

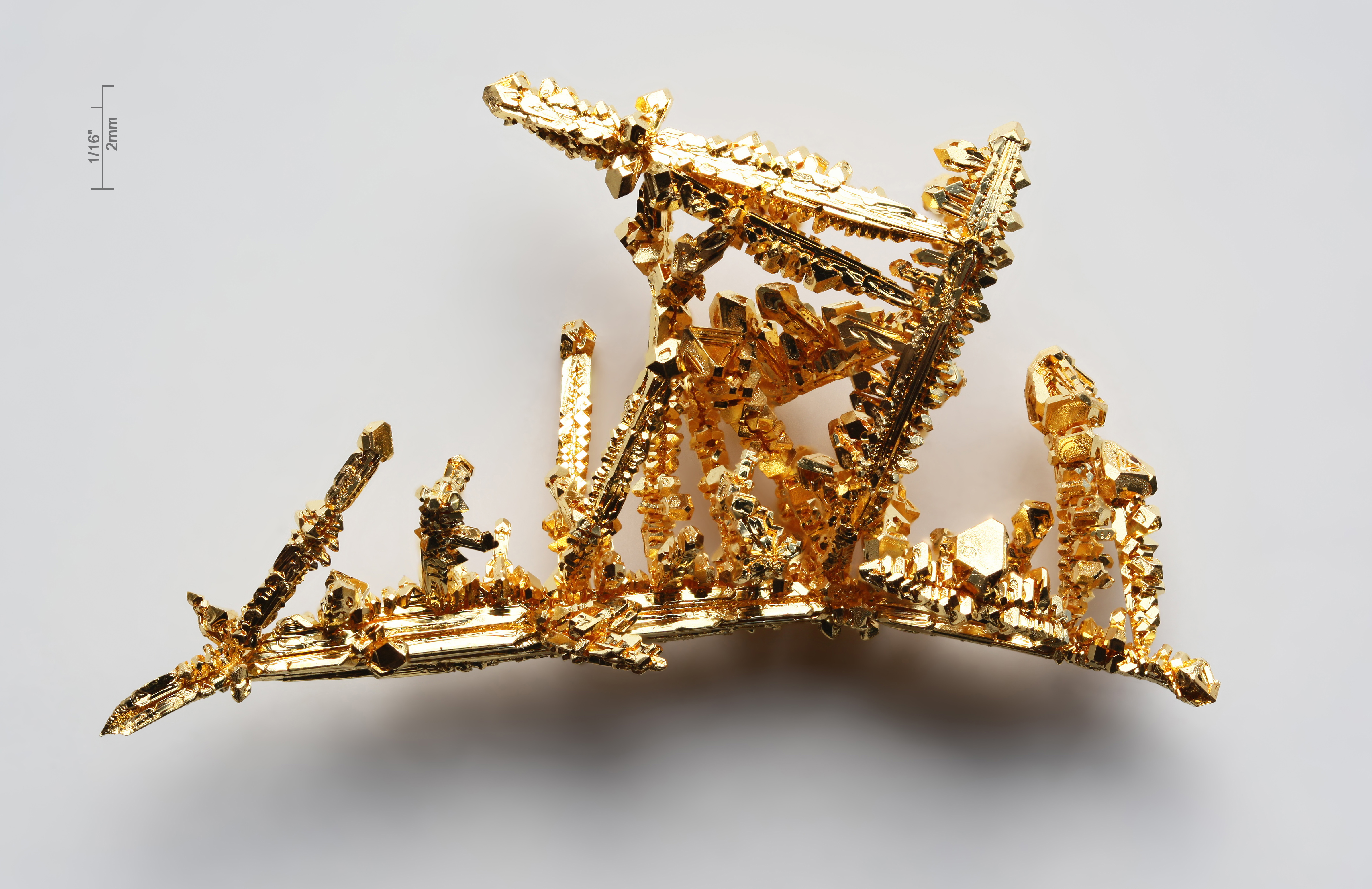
Синтетичні кристали золота

Золото має атомну масу 196,966569. Воно належить до благородних металів. Це мʼякий яскраво-жовтий важкий метал. Кристалічна ґратка золота кубічна ґранецентрована.

### Походження
Золото, як й інші важкі елементи (платина, уран, тощо), народжується в результаті ядерного синтезу в ядрах нейтронних зірок. Внаслідок вибухів чи зіткнень таких зірок елементи металу потрапляють в космічний простір, після чого опиняються на різних космічних тілах (в т. ч. на планетах). Нейтронні зорі є найменшими, найщільнішими і найекзотичнішими зірками у Всесвіті, звідси й можливе пояснення рідкісного поширення цього металу на Землі.

### Фізичні властивості
Густина золота (при 20 °C) 19320 кг/м³; tпл = 1046,5 °C; теплопровідність (при 0 °C) 311,48 Вт/(м·К), питома теплоємність (при 0 °C і тиску 1 атм) 132,3 Дж/(кг·К); питомий опір (при 0 °C) 2,065·10-8 Ом·см, електропровідність по відношенню до міді (при 0 °C) 75,0 %; коефіцієнт лінійного розширення (0–100 °C) 14,6·10-6 К-1; для випаленого золота межа міцності при розтягненні 100–140 МПа; твердість за Брінеллем 18,9·10 МПа. 3олото має найвищі порівняно з усіма іншими металами пластичність і ковкість. Воно легко розплющується на найтонші листочки — сусальне золото. Так, 1 г золота можна розплющити в лист площею 1 м². Золото легко полірується.

### Хімічні властивості
3олото має виняткову хімічну інертність, це метал, на який не діють концентровані та розведені кислоти, окрім дуже сильних окисників, таких як H2SeO4 та HClO4. За нормальних умов золото не взаємодіє ні з киснем, ні з сіркою. 3олото стійке до дії атмосферної корозії і різних типів природних вод. Воно зазвичай розчиняється у водних розчинах, що містять ліганди (що утворюють із золотом комплекси) і окисник, але кожний з цих реагентів, взятий нарізно, не здатний розчинити золото. Наприклад, золото не розчиняється в соляній або нітратній кислоті, але легко розчиняється в так званій «царській воді» (суміші 3:1 HCl + HNO3), у хроматній кислоті за наявності хлоридів і бромідів лужних металів, в розчинах ціанідів за наявності кисню повітря або пероксоводню з утворенням диціанідоаурат(I)-йону. Золото розчиняється також в розчинах тіосульфату, тіосечовини.

## Золото в історії
Золоті вироби були виявлені під час розкопок найдавніших людських поселень епохи неоліту в горах Франції, в кельтських могильниках, в давніх похованнях на терені України, додинастичних пам'ятниках Єгипту, серед найдавніших культурних шарів в Індії і Китаї. Рафінування золота і відокремлення його від срібла почалося у 2-й половині ІІ-го тис. до н. е.
Сучасні дані пов'язують початок використання золота з VI тис. до н. е. Краса й рідкісність цього металу сприяли створенню дорогоцінних виробів мистецтва, що стали знаковими символами багатства давніх володарів країн Месопотамії, Кавказу, Єгипту. Уже в стародавньому світі золото виконувало функцію скарбу (накопичення та збереження вартості праці), причому з кінця IV тис. до н. е. в Єгипті його використовували як платіжний засіб. За царювання фараона першої династії Менеса виникла практика таврування зливків, що давало гарантію ваги й проби.
Де й коли з'явилися перші монети, до кінця не з'ясовано наукою й зараз. Геродот у своїй «Історії» приписує винахід монет лідійцям — народу, що мешкав на заході Малої Азії: «Першими з людей вони, наскільки нам відомо, почали карбувати золоту й срібну монету та вперше зайнялися дрібною торгівлею. Самі лідійці стверджують, що й ігри (олімпійські — авт.), які нині в ходу в них та в еллінів, — їх винахід». Початок карбування монет у Лідії відносять до VII ст. до н. е., а протягом наступних ста років монети поширюються на всю грецьку цивілізацію в Середземному морі. Велика кількість золота останнього царя Лідії Креза увійшла в прислів'я як синонім багатства й стала причиною перської агресії.
У IV ст. до н. е. «все золото світу» було накопичене вже в скарбницях володарів Персії, що, зокрема, спричинило західну експансію під проводом Олександра Македонського. Після розпаду його імперії шляхом малих воєн величезні запаси золота розтеклися по всій Ойкумені й знову були сконцентровані вже в Римі, особливо після завоювання Іспанії, Галії та Єгипту (I ст. до н. е.). Отож сформований зв'язок «війна — золото» (і навпаки) назавжди увійшов в історію народів.
Починаючи з міфів про нібелунгів і аргонавтів, сюжети яких розвиваються навколо золота та його злої сили, фольклор і художня література усіх часів зберегли безліч спостережень і думок про роль золота в житті людей. Г. Агрікола (1494–1555 рр.) в першій книзі своєї енциклопедичної праці «Про гірництво та металургію» подає змістовний обмін думок античних мислителів щодо гірництва, який стосується здебільшого золота. Саме в ньому деякі філософи вбачали причини воєн, людської нерівності, численних злочинів і розпусти. З цього випливав висновок, що гірництво створило умови для появи та поширення зла, гірнича справа є згубною й небезпечною для людства. «Люди гинуть за метал…» — звучить арія Мефістофеля в опері Гуно «Фауст». Опоненти цих поглядів (у тому числі й Агрікола) переконували в користі гірництва та його здобутків, а причини зла бачили в жадобі та ганебних рисах окремих людей, а також в устрої суспільних відносин.
Завдяки своїм фізичним властивостям золото не іржавіє, як залізо, не вкривається зеленим окисом, як мідь, не темніє, як срібло. Воно м'яке та ковке. Висока вартість золота сприяє тому, що, одного разу видобуте, воно не зникає з обігу, лише перевтілюється на різні речі. Цілком можливо, що каблучка на чиємусь пальці зроблена з золота, видобутого чотири тисячі років тому в Стародавньому Єгипті, і перебувала раніше у вигляді зливка, чаші, монети, годинника тощо.
За оцінками експертів, втрати золота (обіг монет, скарби, затонулі кораблі) склали не більше 10–11 %, що робить надзвичайно важливим питання про загальну кількість золота, видобутого людством.
Численні наукові розвідки свідчать, що з VI тис. до н. е. до кінця ІІ тис. н. е. видобуто приблизно 100 тис. т золота. Уся його кількість може розміститися в кубі з ребром приблизно 17 м (висота п'ятиповерхового будинку). Цікаво, що до відкриття Америки було видобуто не більше 13 тис. т і вартість золота була дуже високою (ціна звичайної ювелірної прикраси в середньовічній Європі дорівнювала вартості невеличкого села з мешканцями й худобою).

## Поширеність
Поширеність золота у Всесвіті 5,34·10−8 %, відносний вміст на Сонці становить 4,0·10-6 %, що на порядок вище, ніж у породах Землі. Середній вміст його в земній корі 4,3·10-7 %. За зростанням концентрації золота вибудовується такий ряд природних утворень: морська вода, осадові породи, кислі вивержені породи, середні вивержені породи, основні і ультраосновні вивержені породи, хроміти базальтоїдних порід, гідротермальні руди. У гідросфері вміст золота 1,0·10-9 %, тобто більш ніж на два порядки нижчий від середнього для земної кори. Однак загальна кількість золота в гідросфері величезна і становить близько 5–6 млн т. Середній вміст золота для всіх видів прісних вод — близько 3,0·10-9 %, вміст золота в морській воді неоднорідний: у полярних морях 5,0·10-9 %, біля берегів Європи (1–3,0)·10-7 %, в прибережних зонах Австралії — до 5,0·10-6 %. Вміст золота в осадових породах відносно низький. Найпоширенішим є золото в гідротермальних розчинах у формі різних простих і змішаних моноядерних комплексів Au. До них належать гідроксильні, гідроксохлоридні та гідросульфідні комплекси. Для золота характерна різноманітність чинників, що зумовлюють його концентрування та фіксацію. У природі золото трапляється здебільшого у вигляді золота самородного, а також у вигляді твердих розчинів зі сріблом (електрум), міддю (купроаурид), бісмутом (бісмутоаурид), родієм (родит), іридієм (ірааурид) і платиною (платинисте золото). Відомі телуриди золота AuTe2 (калаверит) і AuTe3 (монтбреїт).

## Видобуток золота

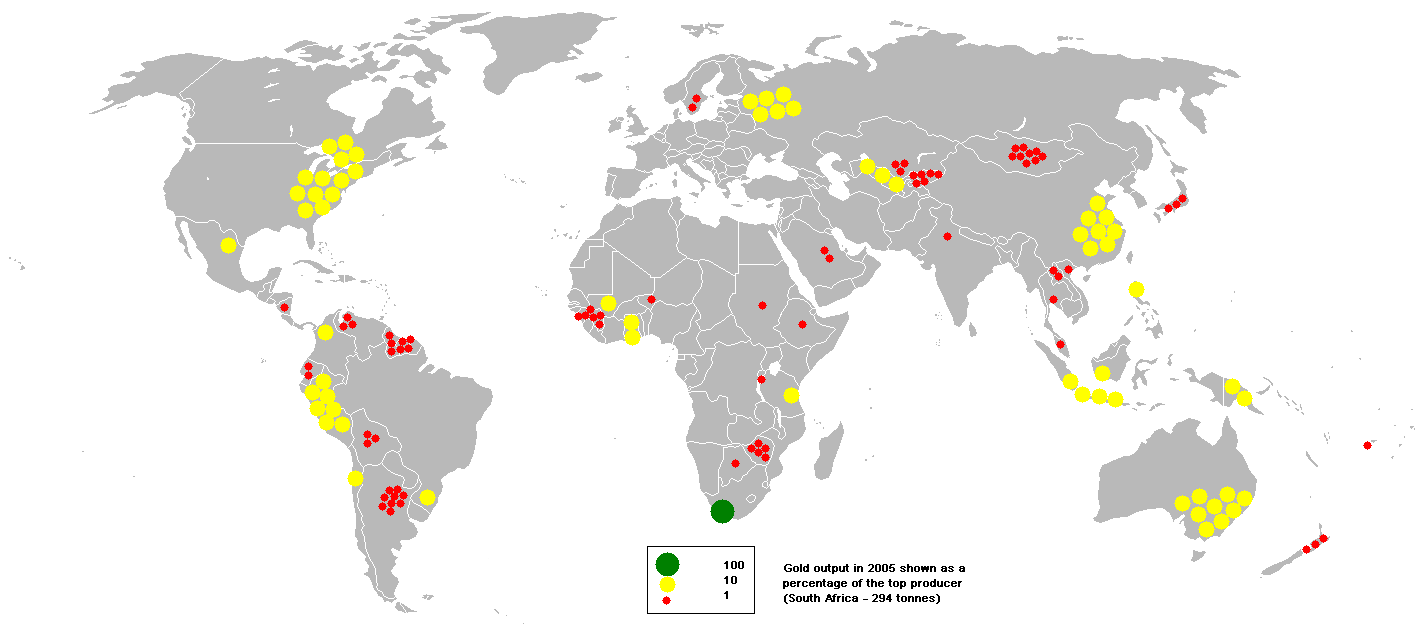
Виробництво (видобуток) золота у світі у відсотках для кожної окремо взятої країни в 2005 році порівняно з лідером ПАР (100 % = 294 тони).

За всю історію людства було видобуто близько 110–120 тис. т золота, причому до відкриття Америки — лише 13–14 тис. т. Варто уваги те, що загальні втрати золота (обіг монет, таємні скарби й поховання, затонулі кораблі) становили не більше 10–11 %, тобто один раз видобуте, воно не зникало з ужитку людей, лише перевтілювалось у різні речі.
У 2007 році було видобуто 2,38 тис. т золота, а в 2008 — 2,33 тис. т. Лідерами видобутку золота стали:
- КНР (добув у 2007 році 275 т, у 2008 р. — 295 т)
- ПАР (252/250)
- США (238/230)
- Австралія (246/225)
- Перу (170/175)
- Росія (157/165)
- Канада (101/100)
- Індонезія (118/90)
- Узбекистан (85/85)
- Гана (84/84)
- Папуа Нова Гвінея (65/65)
- Чилі (42/42)
- Мексика (39/41)
- Бразилія (40/40)

Розвідані світові запаси золота оцінюють у 100 тис. т.
У 2009 р. ПАР покинула трійку лідерів з видобутку золота. Перше місце посідає Китай (314 т), далі йдуть Австралія (227 т), США (216 т).
Станом на 2024 рік Китай продовжує домінувати на світовому ринку золота. Запаси країни на початку 2024 року перевищували 2000 т, а її гірничодобувна промисловість забезпечує близько 10 % світового виробництва. Найбільшим відкритим родовищем золота в Китаї є родовище, розташоване біля вже існуючих золотих копалень Вангу на північному сході провінції Хунань. Родовище високоякісної золотої руди містить близько 1000 метричних тонн дорогоцінного металу. Використовуючи 3D-комп'ютерні моделі, гірничі експерти передбачили, що на глибині до 3000 м може бути приховано до 1100 т дорогоцінного металу.

## Отримання
Найбільш давні методи виділення золота — гравітаційний (основний процес отримання золотоносного концентрату) та адгезійний. Починаючи з І-го тис. до н. е., для вилучення золота з концентратів використовували амальгамування — розчинення золота ртуттю з подальшим вилученням (перегонкою) ртуті. У кінці XVIII ст. і протягом XIX ст. поширився метод хлорування. Хлор пропускали через подрібнений рудний концентрат, внаслідок чого утворювався хлорид золота, який потім вимивали водою.
У 1843 П. Р. Багратіон запропонував ціанідний спосіб виділення золота, який зараз широко використовують і який дає змогу практично повністю виділити золото навіть з найбідніших руд. Для вилучення золота рудний концентрат обробляють за доступу повітря розбавленим розчином NaCN. Внаслідок цього золото переходить у розчин, з якого його потім виділяють дією металічного цинку. Очищення отриманого тим чи іншим способом золота від домішок здійснюють оброблюванням його гарячою сірчаною кислотою.
В Україні розроблені оригінальні сучасні методи вилучення золота — грануляційне адгезійне збагачення та біометоди, зокрема:
- бактеріальне вилуговування (переведення золота в розчин);
- біосорбція (селективне вилучення золота з розчинів);
- біофлотація (використання флотореагентів-мікробів).

## Застосування

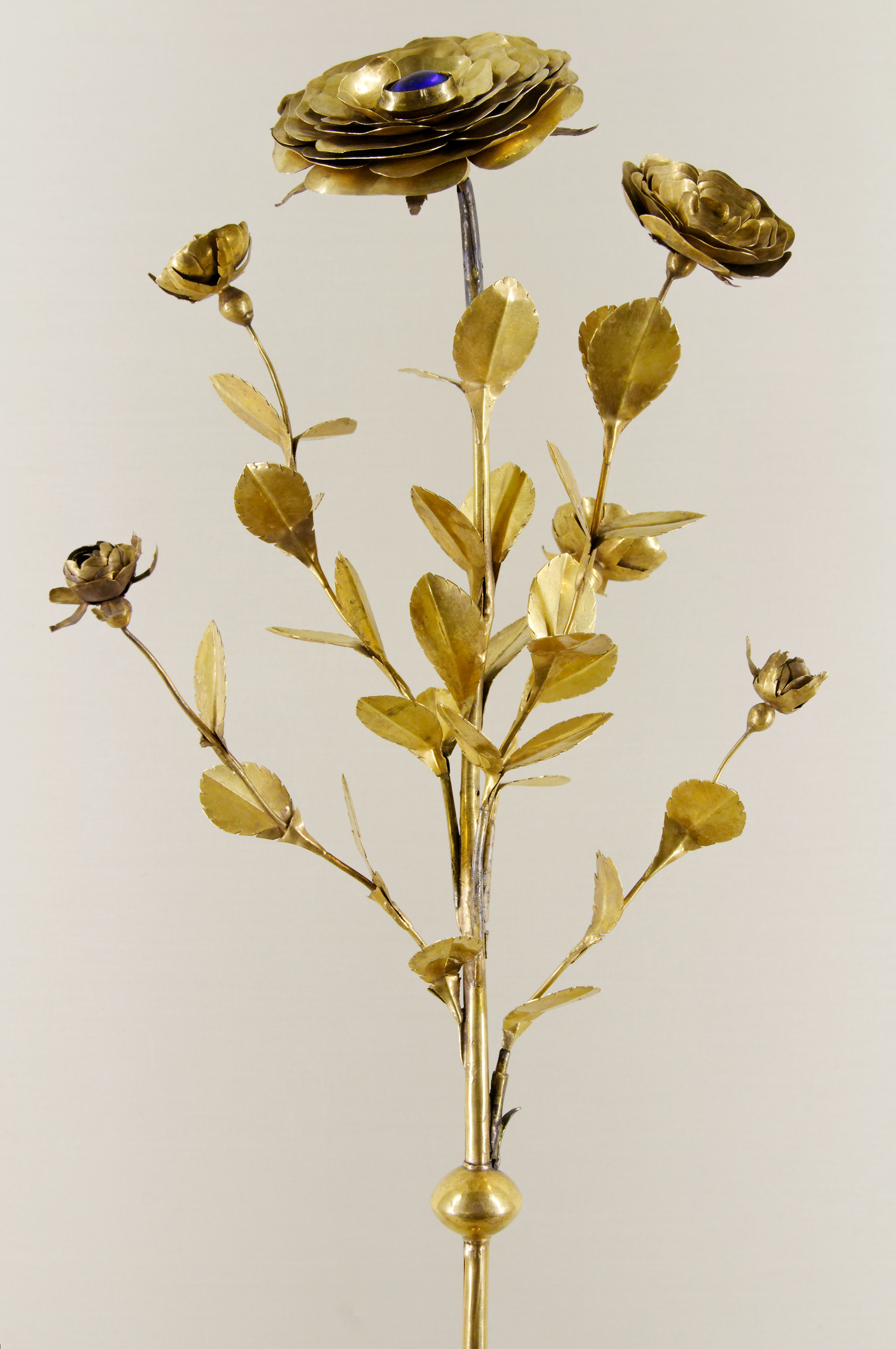
Золота троянда — подарунок Папи Римського, XIV століття.

Наявне в наш час (XXI cт.) у світі золото розподілене так: близько 10 % перебуває у промислових виробах, решта ділиться приблизно порівну між централізованими запасами (здебільшого у вигляді стандартних зливків хімічно чистого золота), власністю приватних осіб у вигляді злитків і ювелірними виробами.

### Як об'єкт інвестування
Золото є найважливішим елементом світової фінансової системи, оскільки цей метал не схильний до корозії, має багато сфер технічного застосування, а запаси його невеликі. Золото практично не втрачалося в процесі історичних катаклізмів, а лише накопичувалося та переплавлялось. У наш час[коли?] світові банківські резерви золота оцінюються в 32 тис. т (якщо сплавити все це золото воєдино, вийде куб зі стороною лише 12 м).
Золото здавна багато народів використовували як гроші. Золоті монети — найкраще збережений пам'ятник старовини. Однак як монопольний грошовий товар золоті монети утвердилися лише до XIX століття. Аж до Першої світової війни всі світові валюти були основані на золотому стандарті (період 1870–1914 називають «золотою добою»). Паперові купюри в цей час виконували роль посвідчень про наявність золота. Вони вільно обмінювалися на золото.

### У промисловості
За своєю хімічною стійкістю і механічною міцністю золото поступається більшості платиноїдів, але незамінне як матеріал для електричних контактів. Тому в мікроелектроніці золоті провідники і гальванічні покриття золотом контактних поверхонь, роз'ємів, друкованих плат використовують дуже широко.
Золото використовують як мішень в ядерних дослідженнях, як покриття дзеркал, що працюють в дальньому інфрачервоному діапазоні, і як спеціальну оболонку в нейтронній бомбі.
Золоті припої дуже добре змочують різні металеві поверхні, отож їх застосовують для паяння металів. Тонкі прокладки, виготовлені з м'яких сплавів золота, використовують у техніці надвисокого вакууму.
Золочення металів (в давнину — винятково амальгамний метод, в наш час — здебільшого гальванічне) широко використовують як метод захисту від корозії. Хоча таке покриття неблагородних металів має істотні недоліки (м'якість покриття, високий потенціал за точкової корозії), воно поширене також через те, що готовий виріб набуває вигляд дуже дорогого, «золотого».
Золото зареєстровано як харчова добавка Е175.

### У ювелірних виробах
Традиційним і найбільшим споживачем золота є ювелірна промисловість. Ювелірні вироби виготовляють не з чистого золота, а з його сплавів з іншими металами, які значно переважають золото за механічною міцністю та стійкістю. В наш час[коли?] для цього служать сплави Au-Ag-Cu, які можуть містити добавки цинку, нікелю, кобальту, паладію. Стійкість до корозії таких сплавів визначається головно вмістом в них золота, а колірні відтінки та механічні властивості — співвідношенням срібла і міді.
Біле золото є набагато твердішим, ніж червоне чи жовте, і водночас воно не настільки добре піддається обробці. Ювеліри вважають, що жовте золото — це гармонійне поєднання твердості та пластичності.
Найважливішою характеристикою ювелірних виробів є їхня проба, що визначає вміст у них золота.

### У стоматології
Значні кількості золота споживає стоматологія: коронки та зубні протези виготовляють із сплавів золота зі сріблом, міддю, нікелем, платиною, цинком. Такі сплави поєднують корозійну стійкість з високими механічними властивостями.

### У фармакології
Сполуки золота входять до складу деяких медичних препаратів, які використовують для лікування низки захворювань (туберкульозу, ревматоїдних артритів тощо). Радіоактивне золото використовують у лікуванні злоякісних пухлин.

### Як туристичний хід
У Чехії щороку проходить традиційний чемпіонат із намивання золота. Свято відбувається у місті Злати Гори, район Йесенік. Змагання, де беруть участь команди з трьох осіб, відбуваються в трьох категоріях: чоловіки, жінки, діти. Кожен учасник повинен за 20 хвилин знайти золото у відрі з піском, причому всі частинки золота в піску заздалегідь перелічені.

## Біологічна роль
Біологічна роль золота до кінця ще не вивчена. Відомо, що в людському організмі міститься близько 0,01 г золота, майже 50 % якого сконцентровано в кістках. Інша частина припадає на печінку, нирки й інші органи і тканини. Золото входить до складу деяких метало-протеїдів, вступає в хімічні реакції зі сполуками міді, еластазою та протеазами, які гідролізують колаген, а також іншими речовинами сполучної тканини. Воно бере участь у процесах зв'язування гормонів у тканинах. Вважається, що як мікроелемент золото здійснює благотворний вплив, протидіючи загальному старінню організму, в тому числі за таких вікових захворювань, як атеросклероз, пародонтоз, остеохондроз, гіпертонія, деформуючий артрит, захворювання печінки, депресивні розлади. Добова потреба дорослої людини в золоті становить всього 2-4 мкг. Таку дозу можна одержати простим носінням обручки на пальці. Золото в організм людини зазвичай потрапляє як через шкіру (під час носіння щільно прилягаючих до шкіри ювелірних виробів), так і разом з їжею. Особливо ним багата кукурудза (зерна, стебла і листя).

## Золото в економіці

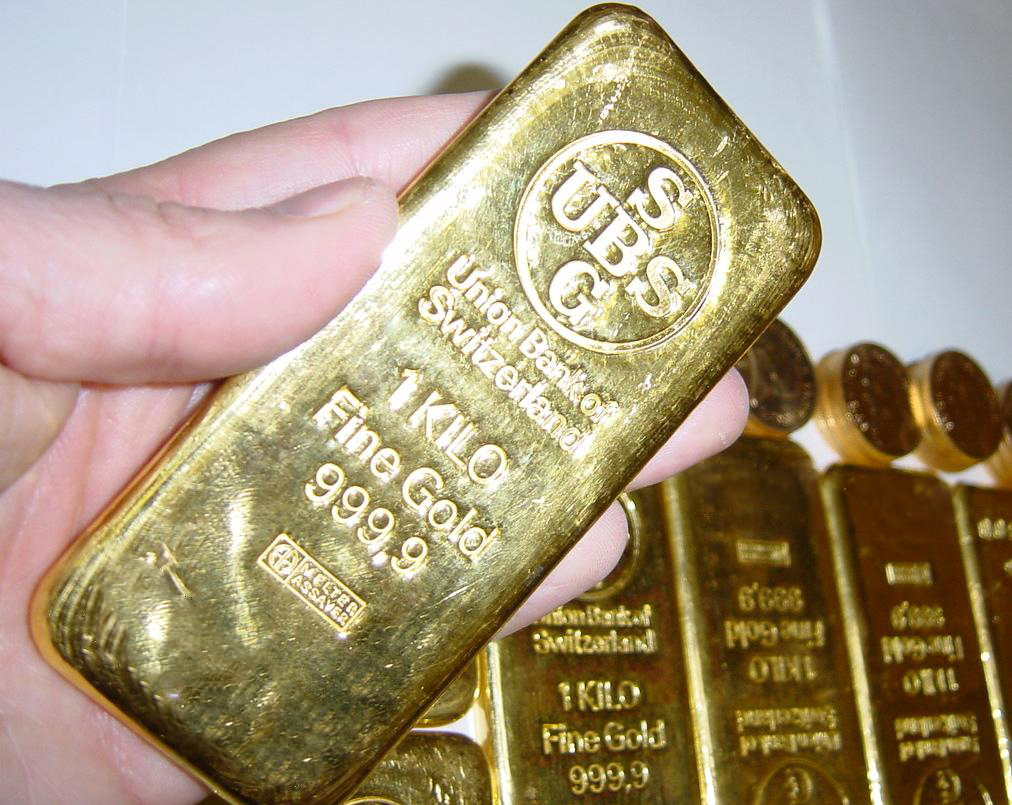
Банківський злиток золота

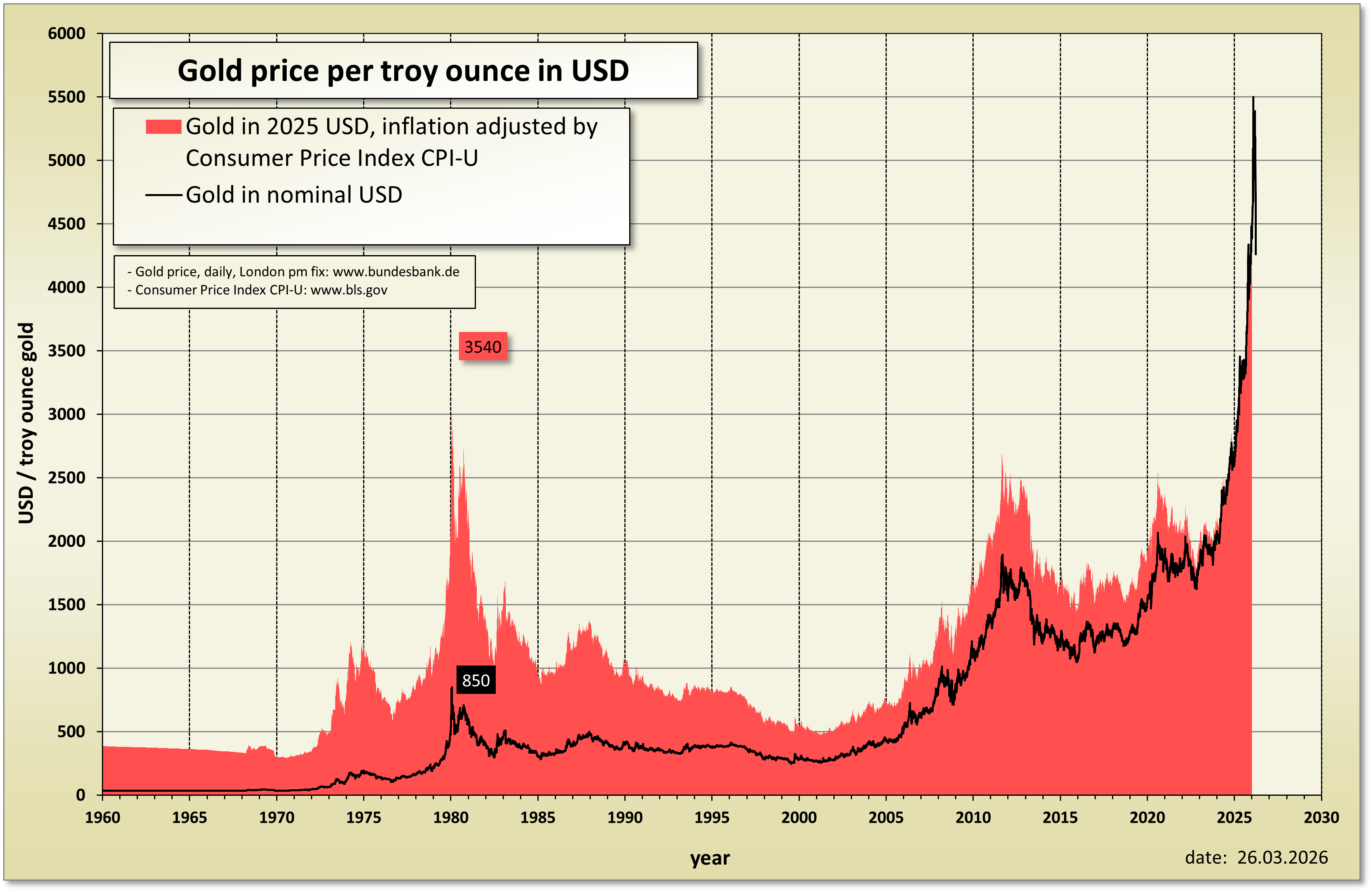
Коливання ціни на золото в доларах США з 1960 року по сьогодні

Золото — найважливіший елемент світової фінансової системи, оскільки цей метал не піддається корозії, зовні привабливий і запаси його невеликі.
Перше використання золота як мірила вартості зафіксоване на початку III тис. до н. е. за часів правління єгипетського фараона Менеса (Хор-Аха), коли була запроваджена практика клеймування золотих зливків, які використовували як засіб торговельного обміну.
Світові банківські резерви золота оцінюються в 32 тис. т (якщо сплавити все це золото докупи, вийде куб зі стороною лише 12 м).
Золото здавна багато народів використовувало як гроші. Однак як монопольний грошовий товар воно утвердилося тільки у XIX столітті. Аж до Першої світової війни золото було мірилом усіх світових валют (період 1870–1914 років називають «золотою добою»). Паперові купюри в цей час виконували роль посвідчень про наявність золота. Вони вільно обмінювалися на золото.
1792 року в США було встановлено, що 1 унція золота коштує $19,3. У 1834 р. за унцію давали вже $20,67, оскільки США не мали достатнього золотого запасу, щоб забезпечити весь обсяг випущених грошей, і курс валюти доводилося знижувати.
Після Першої світової війни девальвація тривала. 1934 року за 1 унцію золота давали $35. Попри економічну кризу, США намагалися зберегти фіксовану прив'язку долара до золота, заради цього підвищувалася дисконтна ставка, та це не допомогло. Однак через війни золото зі Старого Світу стало переміщатися до Нового, що відновило на певний час прив'язку долара до золота.
1944 року було ухвалено Бреттон-Вудську угоду. Був запроваджений золотодевізний стандарт, оснований на золоті й двох валютах — доларі США ($) та фунті стерлінгів Великої Британії, що поклало кінець монополії золотого стандарту. За новими правилами долар став єдиною валютою, безпосередньо прив'язаною до золота. Казначейство США зобов'язувалося обмінювати долари на золото іноземним урядовим закладам і центральним банкам у співвідношенні $35 за унцію. Фактично золото перетворилося з основної в резервну валюту.
Наприкінці 1960-х років висока інфляція в США знову унеможливила збереження золотої прив'язки на колишньому рівні, ситуацію ускладнював і зовнішньоторговельний дефіцит США. Ринкова ціна золота стала відчутно перевищувати офіційно встановлену. 1971 року вміст золота в доларі було знижено до $38 за унцію, а 1973 — до $42,22. 1971 року президент США Річард Ніксон скасував прив'язку долара до золота, хоча офіційно цей крок був підтверджений лише 1976 року, коли була створена так звана ямайська валютна система курсів, що плавають. Це означало, що золото перестало бути валютою взагалі, а долар став резервною валютою.
Після цього золото перетворилося в особливий інвестиційний товар. Інвестори протягом багатьох років довіряли винятково золоту. До кінця 1974 року ціни на золото підскочили до $195 за унцію, а до 1978 р. — до $200 за унцію. На початок 1980 року ціна на золото досягла рекордної позначки $850 за унцію, після чого почала поступово спадати. Наприкінці 1987 вона становила близько $500 за унцію. Найшвидше падіння відбулося в 1996–1999 роках, коли ціна на золото знизилася з $420 до $260 за унцію. Серед аналітиків немає єдиної думки з приводу причин настільки швидкого зниження ціни на золото: одні пояснюють це об'єктивними економічними факторами, інші говорять про глобальну змову найбільших країн на чолі зі США.
Зростання ціни на золото знову почалося у зв'язку з угодою провідних центральних банків про обмеження продажів золота 1999 року. На кінець 2004 ціна на золото знову сягла 450 дол, а в 2007 вже перевищила $700. Аналітики прогнозують, що через нестабільність економіки США та світового фінансового клімату загалом, постійне знецінення валют, скорочення пропозиції золота на ринку та дедалі більший інтерес інвесторів ціна на нього стрімко зростатиме й далі. На початку вересня 2011 р. ціна досягла рекордної позначки — $1920 за унцію, але згодом опустилася. На початку лютого 2012 р. унцію золота купували за 1750 дол. В другій половині серпня 2012 року, після оголошення Федеральною резервною системою США про нове вливання ліквідності в економіку США, золото додало в ціні ще майже два відсотки та перевищило $1666 за унцію. Прогнози $1800–1900 наприкінці 2012 року та $2000–2100 наприкінці 2013 року залишалися в силі.
Станом на кінець грудня 2024 року, за повідомленням австрійського національного інформаційного агентства APA, за рік вартість золота зросла на 27 % та складає $2615 за одну унцію.

### Великі правочини з золотом
В жовтні 2009 року Міжнародний валютний фонд продав Резервному банку Індії 200 т золота за $6,7 млрд. Угода за обсягом еквівалентна 8 % світового щорічного видобутку. Золото продавали за ринковими цінами. Середня ціна за тройську унцію становила $1045, що становило приблизно $33,5 за грам.

## Золото в історії та культурі

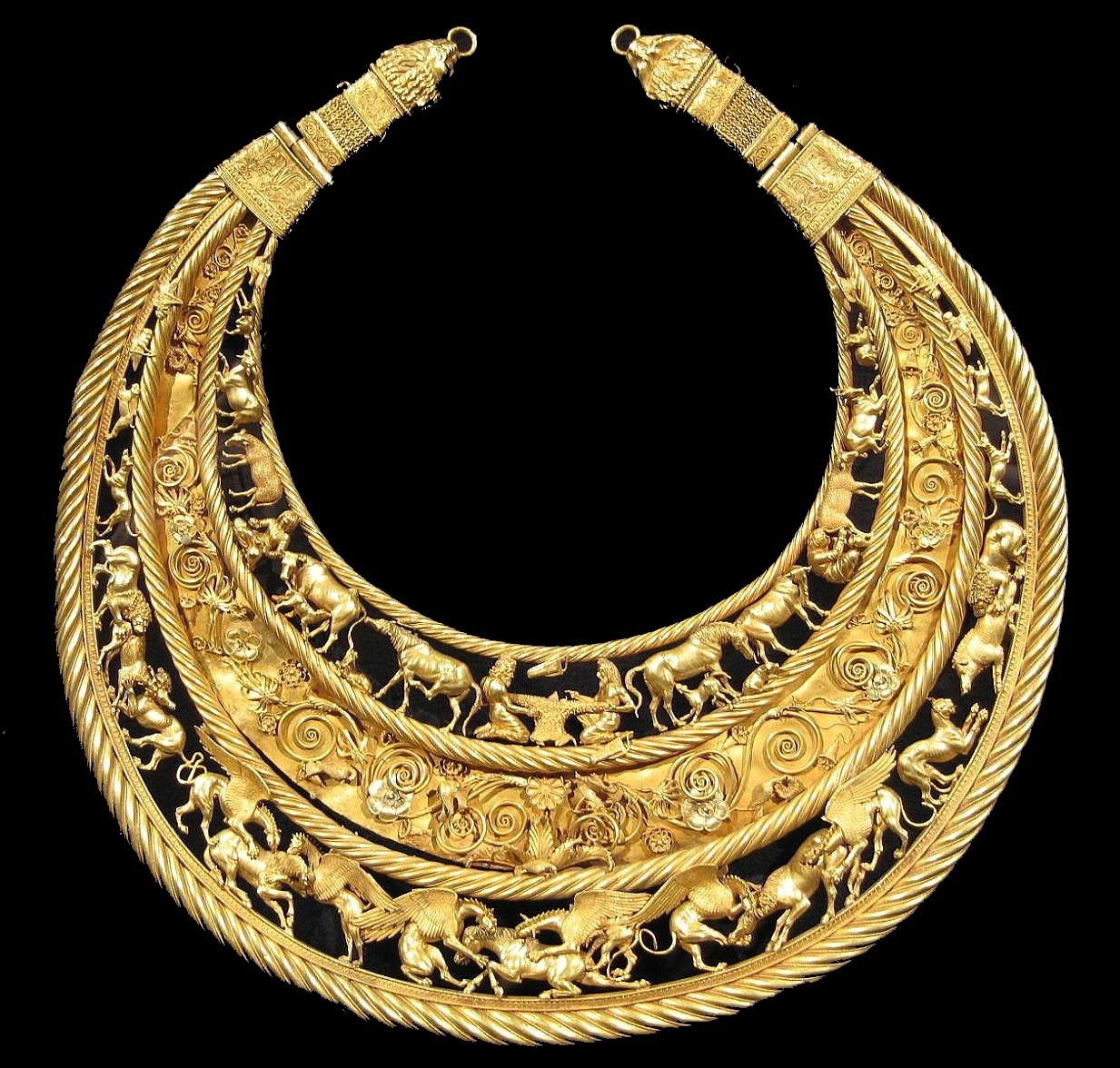
Золота пектораль, IV століття до н. е.

Серед усіх багатств, породжених гірництвом, золото найбільш відчутно вплинуло на розвиток суспільних відносин, оскільки протягом тисячоліть відігравало роль грошей (засобу обміну) і його ототожнювали з поняттями багатства, влади, сили, а також воно відображало уявлення людини про красу (ювелірне мистецтво). Золото могло бути першим металом, освоєним людиною, бо на земній поверхні перебуває в самородному вигляді, має помітний блискучо-жовтий колір, не піддається окисненню й корозії. В Давньому Китаї мідь позначали словом «тун», яке складалося з двох ієрогліфів — «золото» і «подібний». Вочевидь, золото на території Китаю було відоме раніше від міді, хоча обидва ці метали з'являються тут значно пізніше, ніж у народів перших цивілізацій. Найдавніші знахідки золотих виробів археологи датують VI–V тис. до н. е., (Балкани, Єгипет, Південний Кавказ, Індія), тоді як першу мідь, освоєну людиною на південному сході Малої Азії, відносять до IX тис. до н. е. На користь «першості» міді може свідчити той факт, що розповсюдженість золотих самородків була набагато меншою, ніж мідних (за різними оцінками — у десятки разів).
Приваблива краса, тотожність сонячному кольору, велика рідкість золота зумовили його широке використання в культовій діяльності як символу Бога-Сонця (давні єгиптяни, арійські народи-сонцепоклонники, американські цивілізації). Царі та князі племен, що обожнювали Сонце, прагнули оточити себе знаковими предметами із золота, які з часом переносили в поховання знатних небіжчиків як сподівання на приязне приймання у потойбічному світі. Менш впливові люди також прагнули мати хоча б каблучку з «металу сонця», причому вбачали в ній не стільки художню прикрасу, скільки амулет, що забезпечує заступництво Бога-Сонця. Це породжувало сталу потребу дедалі більшої кількості золота, сприяло пошукам і розробці потужних золотих родовищ.

## Золото і війни
З утвердженням благородних металів як універсального грошового еквівалента боротьба за заволодіння золотом і його родовищами стає основною складовою світових експансій. Величезна кількість золота останнього царя Лідії Креза, ім'я якого стало синонімом багатства та розкоші, стало причиною перської воєнної агресії. Накопичення «всього золота світу» в скарбницях володарів Персії спричинило вторгнення армій Олександра Македонського, фінансовий стан якого не залишав альтернативи походу в Азію. Після розпаду імперії Олександра величезні запаси золота шляхом малих воєн і династичних заколотів розтеклися по всій ойкумені й знову були зосереджені вже в Римі, особливо після завоювання ним багатих на поклади золота Іберії, Галії та Єгипту. Таким чином, усталений зв'язок «війна — золото» (і навпаки) назавжди увійшов у історію народів.

## Міри чистоти золота

### Британська каратна система
Традиційно чистота золота вимірюється в британських каратах. 1 британський карат дорівнює одній двадцять четвертої частини маси сплаву. 24-каратне золото (24K) є чистим, без будь-яких домішок.
Щоб змінити якісні характеристики золота, для різних цілей (наприклад, збільшити твердість) виготовляють сплави з різними домішками. Наприклад, 18-каратне золото (18K) означає вміст у сплаві 18 частин золота і 6 частин домішок.

### Пострадянська система проб
У пострадянських країнах чистота золота вимірюється пробами.
Проба варіюється від 0 до 1000 і показує вміст золота в тисячних частках (проміле). Так, 18-каратне золото відповідає 750-ій пробі. Золото 999,99-ї проби вважається «практично чистим», саме такої проби воно і буває в злитках. Золото 999,99 проби вкрай дороге в отриманні і вживається лише у хімії. У вітчизняній ювелірній промисловості виготовляються ювелірні вироби з золота 375, 500, 585, 750, 900, 916 і 958 проби. На прохання фізичної особи пробірна інспекція може поставити 583 пробу, хоча в багатьох країнах колишнього СРСР відмовилися від 583 проби і залишили 585, наприклад, в Латвії.
В усіх країнах кількість золота в сплавах контролюється державою. В Україні загальноприйнятими вважається п'ять проб золотих ювелірних сплавів: золото 375 проби, 500, 585, 750, 958.
- 375 проба. Основні компоненти — срібло і мідь, золота — 38 %. Негативна властивість — тьмяніє на повітрі (переважно через утворення сульфіду срібла Ag2S). золото 375 проби має колірну гаму від жовтого до червоного.
- 500 проба. Основні компоненти — срібло і мідь, золота — 50,5 %. Негативні властивості — низька ливарність, залежність кольору від вмісту срібла.
- 585 проба. Основні компоненти — срібло, мідь, паладій, нікель, золота — 59 %. Проба досить висока, це зумовлено численними позитивними якостями сплавів: твердість, міцність, стійкість на повітрі. Широко застосовується для виготовлення ювелірних прикрас.
- 750 проба. Основні компоненти — срібло, платина, мідь, паладій, нікель, золота — 75,5 %. Позитивні властивості: схильність до полірування, твердість, міцність, добре обробляється. Колірна гама — від зеленого через яскраво-жовтий до рожевого і червоного. Використовують у ювелірному мистецтві, особливо для філігранних робіт.
- 958 проба. Містить до 96,3 % чистого золота. Рідко використовують, адже воно є досить м'яким матеріалом, що не піддається поліруванню. Характеризується ненасиченістю кольору.
- 999 проба. Чисте золото.

Всі сплави вище 750 проби не тьмяніють на повітрі.

## У мережі
- ЗОЛОТО [Архівовано 13 березня 2016 у Wayback Machine.] // Фармацевтична енциклопедія
- Новини ринку золота (рос.) [Архівовано 3 березня 2012 у Wayback Machine.]
- Ціна на золото в режимі онлайн [Архівовано 12 лютого 2012 у Wayback Machine.]
- Все про банківські метали. Україна